# فلة (دمية)
فُلَّة هي دمية إسلامية محجبة تمثل القيم الأخلاقية والاجتماعية العربية. نزلت إلى السوق السورية في شهر نوفمبر 2003 وبعد ذلك في المنطقة العربية، عرضت فلة في السوق العالمية ووزعت من طرف شركة (نيوبوي) التي تتخذ من الإمارات مقراً لها، تختلف فلّة عن الدمية باربي الشهيرة بِطَلَّتها العربية حيث ترتدي الدمية فلة ملابس تناسب جميع الأوقات ومختلف الأمكنة التي ترتادها إلا أنها تبقى محافظةً على هويتها وملامحها العربية.

## سبب التسمية
فلة اسم ذو جذور عربية. اطلقت شركة نيوبوي اسم فلة على الدمية نسبةً لورد الفل الذي لا ينمو إلا في البلاد العربية.

## شخصية فلة
```
فتاة عمرها 14 عاماً. ملامحها عربية فالشعر أسود اللون وهو اللون الذي تتميز به المنطقة العربية والعيون بنيّة داكنة والبشرة مائلة للسمرة وتقاسيم الوجه عربية.
```

تم اختيار وجه فلة من بين 30 اقتراحاً مقدم من فنانين عرب واختير شكل الجسم بطريقة لا تظهر مفاتن الفتاة..
وبعد طرحها في الأسواق تم التعديل على جسم الدمية تلبية لملاحظات الأهل حيث غطيت عورة الجسم بلباس داخلي لا يظهر مفاتن الجسم.
وظهرت فلة بمهنتي المعلمة وطبيب أسنان.
لفلة أخوين توأمين بدر ونور:
بدر: شخصية تتمتع بالهدوء.. نشيط ومنفتح جداً على من حوله.. دائماً يحاول أن يشعر من حوله بأنه يمكنهم الاعتماد عليه.. ولكن عندما يتعلق الأمر بنور يصبح بارداً.. لا مبالياً.. فهو يشعر أنها تبالغ في كونها لا تحتاج إلى آراءه ومساعدته.. ولكن عندما تقوم نور بعمل سيئ يصبح متحمساً ومهتماً في توجيهيها أو في نقل ما فعلته لأمها أو لفلة.. كما يعتبر أن نور تقع في الخطأ كثيراً بسبب حاجتها للخبرة.. يشعر بأنه مسؤول عنها وكأنه أكبر منها.. مع أنه في عمرها.. يحاول توجيهها دائماً مما يغيظ نور كثيراً.. وفي النهاية فهو يهتم لنور كثيراً فهي توأمه.. ولكنه يستمتع أحياناً بإغاظتها خاصة عندما تستهين بنصائحه لها.. ولكنه يعود ليصالحها عندما يشعر بأنها بدأت بالانفجار ويعوضها عما فعله بها.. يعشق الرياضة ويحب مساعدة من حوله.. كما يعشق العمل بيديه ويهوى إصلاح الأعطال في المنزل.. وعندما لا يستطيع يسأل من يمكنه مساعدته.. مجتهد.. مثابر.. ويهوى ألعاب الكمبيوتر القتالية.. يمارس كرة السلة وكرة القدم ويعشق السباحة ويتقن ركوب الدراجة ويحب قراءة الألغاز كما أنه مغرم بحلها.. ولديه طموح بأن يصبح محققاً ليحل أصعب القضايا.. ويمنع السرقات ويحافظ على الأمن والنظام في بلده..
نور: بالرغم من كونها فتاة ولكنها نشيطة وحركتها كثيرة.. تحاول المساعدة دائماً ولكن دون الرجوع إلى رأي أحدهم.. مما يوقعها أحياناً في المشاكل.. ولكن كل ما يهمها هو إثبات شخصيتها واستقلاليتها عمن حولها وخاصة بدر.... فهي تغار من هدوءه أو ادعاءه الهدوء كما تراه هي.. كما يغيظها عنايته المستمرة بها وكأنها طفلة لا تستطيع الاهتمام بنفسها.. فهي في النهاية لا تحتاج إلى آراءه المبدعة.. مع أنها في كثير من الأحيان تلجأ إليه ولكن دون أن تشعره بحاجتها له.. تندم على أخطاءها وتحاول إصلاحها.. ملازمتها لبدر تجعل من شخصيتها أحياناً أقرب إلى الصبيانية.. فهي تشارك بدر حبه لركوب الدراجة وتلعب معه أحياناً كرة السلة بل وتنافسه فيها.. ولكنها بنفس الوقت لها اهتمامات أخرى.. فهي تحب التزلج على الـ ski board كما تعشق كرة الطائرة وركوب الخيل والاهتمام بها.. وتحب قراءة القصص والمجلات المتعلقة بالبنات وتحلم بأن تكون رئيسة تحرير لمجلة تهتم بشؤون البنات.. أما هوايتها الأهم فهي كتابة مذكراتها بطريقة طريفة.. والأهم من هذا وذاك حبها لإغاظة بدر.. لأنها تشعر بالمنافسة بينها وبينه على قلب أمهما وعلى قلب فلة..

## ملابس فلة
صممت ملابس الدمية فلة لتوافق عادات المنطقة العربية وقيمها الدينية حيث ترتدي فلة الحجاب الإسلامي العباية خارج المنزل، وتتنوع ألوان وأشكال ملابسها بما يلائم العصر والمناسبات التي ترتادها.
كما تختلف ملابس فلة من منطقة إلى أخرى حيث تعرض الدمية في الأسواق مرتدية العباية في الإمارات العربية المتحدة والخليج أما في مصر فتعرض مرتدية ملابس ملونة تشابه ملابس الفتيات المصريات المحجبات.
وسوق لها أيضاً مرتدية الملابس الفلكلورية: كالزي المصري والهندي والسعودي والمغربي والإماراتي...

## منتجات فلة
تنتج الشركة المصنعة لفلة الكثير من الأشياء غير الدمى، مثل الكتب، الحقائب، الأقلام، الملابس، الألعاب، الحلويات، عطر، السيارت (للأطفال)، الديكور المنزلي الشهير والجميل، ومجلة خاصة بالفتيات تحمل اسمها «مجلة فلة»، تباع كل هذه الأشياء في الإمارت والسعودية وسورية ومصر وفي جميع أنحاء الوطن العربي، كما تباع أيضاً في أمريكا والصين وبريطانيا. والشركة الآن تتوسع في منتجاتها.
بيعت أكثر من مليوني دمية فلة حتى عام 2006 في المنطقة العربية
مجلة للفتيات الصغار اللتي تتراوح أعمارهن ما بين 8 إلى 16 عاماً. تصدر شهرياً باللغة العربية من شركة نيوبوي.
تتألف من 50 صفحة تغطي بها مواضيع مختلفة وقصص وأنشطة للفتيات.
أطلقت المجلة لأول مرة في تشرين الأول، 2006 م.
توزع أكثر من 45000 نسخة منها على منطقة الخليج خصوصاً والبلدان العربية عموماً.
وتبيع شركة نيوبوي نسخ إلكترونية لمجلة فلة عبر موقع مكتبة نيوبوي.

## وصلات خارجية
- Your Just Wasting Moonlight!
- القناة الرسمية لفلة على اليوتيوب
- موقع شركة نيوبوي، الشركة المصنعة لدمية فلة.